# Kumihimo

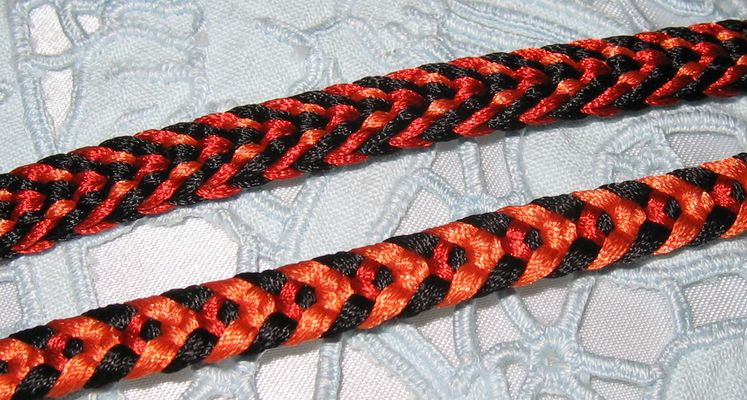
Kumihimo

Kumihimo (jap. 組(み)紐, dt. „Flechtschnur“) ist eine traditionelle japanische Flecht-Technik, bei der man mit aufgespulten Garnsträngen Bänder und Kordeln fertigt. Durch das wiederholte Übereinanderlegen der Garnstränge in einer bestimmten Reihenfolge ergibt sich ein Muster.

Die Art des Musters hängt vor allem von der Bewegungsabfolge, der Farb- und Materialwahl sowie der Verteilung der einzelnen Farben ab. Die Zahl der verwendeten Garnstränge kann von vier bis über 170 Strängen variieren, je nach Muster und Flechtstuhl. Als Garn kam früher Seide, heute auch Baumwolle oder Kunstfaser zum Einsatz.
Traditionell wird die Technik auf einem Flechthocker oder Flechtstuhl ausgeführt. Dabei kommen zum Einsatz: der Marudai (丸台, dt. „Rundgestell“), Kakudai (角台, dt. „Rechteckgestell“), Ayatakedai (綾竹台), Takadai (高台, dt. „Hochgestell“, auch Kōdai gelesen), Naikidai (内記台).
Eine vereinfachte Art des Flechtens wird mit Kunststoffscheiben ausgeführt, in welche die Fäden eingeklemmt werden. Die Muster werden entweder mit Zahlen angegeben, wenn die Kerben der Scheiben nummeriert sind, oder es werden Auflageschablonen benutzt. Die Anzahl der verwendeten Stränge ist durch die Anzahl der Kerben (etwa 32) begrenzt. 

## Geschichte
Die Ursprünge des Kumihimos liegen in China. Die Technik kam im 6. Jahrhundert nach Japan. Die traditionelle Kultur von Zöpfen begann in der Jomon-Zeit. Geflechte haben nicht nur eine traditionelle Kultur, sondern ihre Technologie wird in Hochleistungs-Faserverbundwerkstoffen eingesetzt. Am Kyoto Institute of Technology wurde im April 2005 das Traditional Mirai Research Center als eines der Bildungs- und Forschungsprojekte gegründet.